# Lista de deputados estaduais de Mato Grosso do Sul da 6.ª legislatura
Esta é a lista de deputados estaduais de Mato Grosso do Sul eleitos para a 6.ª legislatura. São relacionados os parlamentares que assumiram o cargo em 1.º de fevereiro de 1999, o partido pelo qual foram eleitos e a quantidade de votos que receberam naquela eleição. O mandato expirou em 31 de janeiro de 2003.
Também há a lista dos suplentes que assumiram durante a legislatura.

## Mesa diretora

### Primeira mesa
Na primeira metade do mandato, Londres Machado foi eleito presidente.
|  | Cargo               | Nome                  | Partido |
|  | ------------------- | --------------------- | ------- |
|  | Presidente          | Londres Machado       | PL      |
|  | 1.° Vice-presidente | Nelito Câmara         | PMDB    |
|  | 2.° Vice-presidente | Maurício Picarelli    | PSD     |
|  | 3.° Vice-presidente | Antônio Carlos Arroyo | PL      |
|  | 1.° Secretário      | Ary Rigo              | PDT     |
|  | 2.° Secretário      | Sandro Fabi           | PPS     |
|  | 3.° Secretário      | Jerson Domingos       | PSL     |

### Segunda mesa
Na segunda metade do mandato, Ary Rigo foi eleito presidente.
|  | Cargo               | Nome            | Partido |
|  | ------------------- | --------------- | ------- |
|  | Presidente          | Ary Rigo        | PDT     |
|  | 1.° Vice-presidente | Murilo Zauith   | PFL     |
|  | 2.ª Vice-presidente | Celina Jallad   | PMDB    |
|  | 3.º Vice-presidente | Nelito Câmara   | PMDB    |
|  | 1.° Secretário      | Londres Machado | PL      |
|  | 2.° Secretário      | Jerson Domingos | PSL     |
|  | 3.° Secretário      | Flávio Kayatt   | PSDB    |

## Lista de parlamentares
|  | Nome                                    | Partido | Votos nominais | Referências |
|  | --------------------------------------- | ------- | -------------- | ----------- |
|  | Akira Otsubo                            | PSL     | 13.663         | [ 2 ]       |
|  | Antônio Braga                           | PPS     | 14.845         | [ 3 ]       |
|  | Antônio Carlos Arroyo                   | PL      | 12.040         | [ 2 ]       |
|  | Ary Rigo                                | PDT     | 9.599          | [ 2 ]       |
|  | Celina Jallad                           | PMDB    | 20.551         | [ 4 ]       |
|  | Cícero de Souza                         | PTB     | 17.012         | [ 5 ]       |
|  | Flávio Kayatt                           | PSDB    | 14.872         | [ 2 ]       |
|  | Geraldo Resende                         | PPS     | 8.953          | [ 2 ]       |
|  | Jerson Domingos                         | PSL     | 16.838         | [ 6 ]       |
|  | José Monteiro                           | PDT     | 9.156          | [ 2 ]       |
|  | Laerte Tetila                           | PT      | 15.952         | [ 7 ]       |
|  | Loester Nunes                           | PDT     | 8.355          | [ 2 ]       |
|  | Londres Machado                         | PL      | 30.957         | [ 8 ]       |
|  | Luizinho Tenório (Luiz Tenório de Melo) | PDT     | 10.713         | [ 9 ]       |
|  | Maurício Picarelli                      | PSD     | 16.098         | [ 2 ]       |
|  | Murilo Zauith                           | PFL     | 15.965         | [ 10 ]      |
|  | Nelito Câmara                           | PMDB    | 13.996         | [ 11 ]      |
|  | Onevan de Matos                         | PDT     | 15.334         | [ 12 ]      |
|  | Paulo Corrêa                            | PL      | 13.051         | [ 2 ]       |
|  | Reginaldo Ferreira                      | PMDB    | 11.370         | [ 2 ]       |
|  | Roberto Orro                            | PSDB    | 19.274         | [ 2 ]       |
|  | Sandro Fabi                             | PPS     | 9.127          | [ 2 ]       |
|  | Waldir Neves                            | PSDB    | 20.497         | [ 2 ]       |
|  | Zé Teixeira (José Roberto Teixeira)     | PFL     | 13.303         | [ 2 ]       |

## Lista de suplentes que assumiram durante a legislatura
| Nome             | Partido | Referências |
| ---------------- | ------- | ----------- |
| Cézar Galhardo   | PSL     | [ 1 ]       |
| Franklin Masruha | PDT     | [ 1 ]       |
| Pedro Kemp       | PT      | [ 1 ]       |
| Pedro Teruel     | PT      | [ 1 ]       |